# 城东街道 (内江市)
城东街道，是中华人民共和国四川省内江市市中区下辖的一个乡镇级行政单位。

## 行政区划
城东街道下辖以下地区：
河坝街社区、团结街社区、钟鼓楼街社区、箭道街社区和文英街社区。